# Vintém das Escolas
O Vintém das Escolas foi uma associação fundada no Porto no ano de 1901, com o objectivo de combater a escola clerical por meio da escola secular, cujo nome provinha da contribuição uniforme de 20 réis (um vintém) que cobrava pela venda do jornal com o mesmo nome. A associação, modelada na Ligue de l'enseignement francesa de Jean Macé, mantinha estreitas relações com a Maçonaria e com o Partido Republicano Português. Através de missões de recolha de fundos enviadas a diversas cidades portuguesas, a associação conseguiu obter fundos suficientes para manter diversas escolas, creches e lares para jovens além de pagar várias bolsas de estudo.

## Historial
Vintém das Escolas foi o nome de uma associação constituída na cidade do Porto em 1901, por iniciativa da loja maçónica Elias Garcia, para recolher contribuições individuais de um vintém (20 réis) visando reunir fundos destinados à instrução e educação das classes menos privilegiadas, oferecendo escolas gratuitas, bolsas escolares e refeições em cantinas e creches. A comissão directora central era inicialmente constituída por Francisco Gomes da Silva (presidente), Filipe da Mata (vice-presidente) e Heliodoro Salgado.
Após o 5 de Outubro de 1910 foi continuada em Lisboa pela Junta de O Vintém Preventivo, composta por cinco membros pertencentes ao Directório do Partido Republicano Português e por cinco comerciantes.
Publicava um jornal que era vendido ao preço de um vintém, sendo as verbas angariadas destinadas à criação de escolas, cantinas, creches e bolsas de estudo.
A Associação ou Junta "O Vintém Preventivo" teve um papel importante nos primeiros anos da República, como instituição de apoio à educação e assistência (creches e asilos), além da sua actuação politico-cultural, criando e mantendo o Museu da República.
A associação é lembrada no nome de uma travessa de Lisboa.